# Julius Schultz
Julius Vilhelm Schultz (21. maj 1851 i København – 3. maj 1924 sammesteds) var en dansk billedhugger, medaljør og professor ved Kunstakademiet. Han var søn af hofgravør Peter Carl Schultz (1812-1881) og Ane Marie født Andreasen (1812-1880). Hans urne er nedlagt på Holmens Kirkegård.

## Uddannelse
Julius Schultz kom i gravørlære hos sin far et år og dimitterede fra Teknisk Institut. Herefter videreuddannede han sig 1866-70 Kunstakademiet, og i en periode - også efter akademitiden - hos professor J. A. Jerichau. I 1877 blev han i Paris elev af medaljøren Émile Soldi.
Som ung var det egentlig meningen, at han skulle forberedes udelukkende til at blive gravør; efterhånden fik han dog, særlig under påvirkning af Jerichau, mere lyst til billedhuggerkunsten og uddannede sig i denne, til han 1870 fik afgangsbevis som modellerer.

## Virke som billedhugger og medaljør
I 1873 debuterede han på Charlottenborgudstillingen med to anselige arbejder En sovende Hyrdedreng med sin Hund og statuen Philoktetes, som indbragte ham Akademiets mindre guldmedalje. I det følgende år udarbejdede han tre livfulde og gennemførte portrætmedaljoner, og i 1875 - foruden et relief Johannes prædiker i Ørkenen - ikke mindst den smukke statue Ivar Huitfeldt, der belønnedes med den Neuhausenske Præmie.
Den store guldmedalje fra Kunstakademiet fik Schultz i 1877 for relieffet Jesus vasker Disciplenes Fødder. Samme år modtog han Akademiets rejsestipendium på 2.000 kr. Hermed fik han mulighed for at rejse til Paris, hvor det var hans hensigt at videreuddanne sig til medaljør. Han udførte også der flere stempler; men da han efter at have studeret i Frankrig omtrent 1 1/2 år kom til Rom, vendte han tilbage til den egentlige billedhuggerkunst. Han modellerede det første af sine hovedværker, gruppen Adam og Eva, der blev udstillet 1881, samme år som han kom hjem fra sin første udenlandsrejse. Kunstværket vakte berettiget opmærksomhed og indbragte Schultz halvdelen af Den eibeschützske Præmie og på Pariserudstillingen en sølvmedalje. Værket blev senere udført i marmor og erhvervet til Statens Museum for Kunst.
Sin anden større udenlandsrejse foretog Schultz i 1885 med midler fra Det anckerske Legat. Samme år udstillede han på Charlottenborg en buste af Sarah Bernhardt og Den Madvigske Æresmedaille. I 1886 skabte han Gruppe til et Gravmonument, en monumental komposition med figurer i mere end naturlig størrelse. Mellem hans senere værker kan nævnes den smukke marmorstatuette Vittorio (1888), gruppen En Moder med sit Barn (1890, Ribe Kunstmuseum) og statuen Judith (1893). I 1896 modellerede han skulpturen af Merkur, der i bronze blev placeret øverst på Købmagergade 42 i København.

## Portrætkunst, naturalismens moderne gennembrud
Schultz markerede sig stærkest som portrætkunstner, såvel portrætbuster og som helfigurportrætter. Statuen af forfatteren Adam Oehlenschläger, udstillet 1897 på Statens Museum for Kunst, er opstillet i Søndermarken. Portrættet af digteren Jens Baggesen, udstillet 1901, er opstillet i bronze på havnepladsen i Korsør og på Enghavevej. Portrættet tilhører Statens Museum for Kunst. På Teatermuseet kan ses gipsportrætterne af Adam Oehlenschläger, Jens Baggesen og Ludvig Holberg. Af portrætbuster kan fremhæves Theophilus Hansen 1886 (på Glyptoteket), kulturminister Jacob Scavenius 1886 og Niels W. Gade 1891.
Som medaljekunstner udmærkede Schultz sig også: eksempelvis med medaljen til Dansk Jagtforening med en ypperlig løbende hund og J.C. Jacobsens Jubilæumsmedaille.
Julius Schultz hører til de danske billedhuggere, der tidligst og stærkest fjernede sig fra den thorvaldsenske klassicisme og lod sig påvirke af mere moderne, særlig franske strømninger. Sammen med Stephan Sinding blev han én af de første repræsentanter for naturalismens moderne gennembrud i dansk billedhuggerkunst.

## Stillinger og hverv
- 1893-95 Medlem af Charlottenborgs Censurkomité
- 1898-99 Lærer ved Tegne- og Kunstindustriskolen for Kvinder
- 1899-1918 Medlem af Akademirådet
- 1904 Medlem af Skolerådet
- 1904-08 Lærer ved Akademiets Kunstskole for Kvinder
- 1905 Medstifter af Dansk Billedhuggersamfund
- 1906-ca. 1922 Medlem af Teknisk Selskabs Skole
- 1908-18 Professor ved Kunstakademiet i billedhuggerkunst
- 1911 Medlem af specialkomitéen for den danske billedhuggerafdeling ved Kunstudstillingen i Rom
- 1914 Medlem af den danske komité ved Den Baltiske Udstilling i Malmö

## Stipendier og udmærkelser
- 1873 Den mindre guldmedalje, Kunstakademiet
- 1875 Neuhausens Præmie
- 1877-79 Akademiets Rejsestipendium
- 1877 Den store guldmedalje, Kunstakademiet
- 1879 Hielmstierne- Rosencrone
- 1881 Eibeschütz Præmie
- 1885 Den Anckerske Legat
- 1889 Sølvmedalje, Paris
- Uden år: Æreslegionen
- Uden år Bayerns Hellige Michaels Orden
- 1890,1892 Raben- Levetzau
- 1915 Ridder af Dannebrog
- 1918 Kittendorf

## Portrætgengivelser af Sigurd Schultz
Portrætteret på Viggo Johansens maleri fra 1904: Et Akademiraadsmøde (Statens Museum for Kunst). Sortkunstblad af Gustav Blom 1918.